# Castillo de Yodo
El castillo de  Yodo (淀城, Yodo-jō) fue un castillo japonés que se encontraba en Yodo-honmaji, al sur del distrito de Fushimi de la ciudad de Kioto, Prefectura de Kioto, Japón. Durante el periodo Edo, el castillo de Yodo fue la sede una rama del clan Inaba.

## Historia
En el Año 1613 el segundo sogún de la familia Tokugawa, Hidetada, ordenó a Matsudaira Sadatsuna construir un castillo en el emplazamiento que ocupaba el castillo de Fushimi, junto al río Yodo, aproximadamente en el lugar en el que se había erigido un castillo que la princesa Yodo, la mujer de Toyotomi Hideyoshi, había tenido como residencia.
El plan original era desmantelar el antiguo castillo de Fushimi y reconstruirlo en la nueva ubicación, pero lo que se hizo finalmente fue trasladar la torre principal a Nijo y, a su vez, la de Nijo -de menor tamaño- a Yodo. Esto hizo que sobrara mucho espacio, que fue rellenado construyendo dos pequeñas torres esquineras de dos pisos, unidas por una torre de vigilancia (yagura) de un solo piso.
El primer dueño fue Matsudaira (Hisamatsu) Sadatsuna. A este le sucedieron varios daimios más hasta que acabó en manos de una rama del clan Inaba, que serían los señores del castillo hasta la restauración Meiji en 1868.

### Disposición

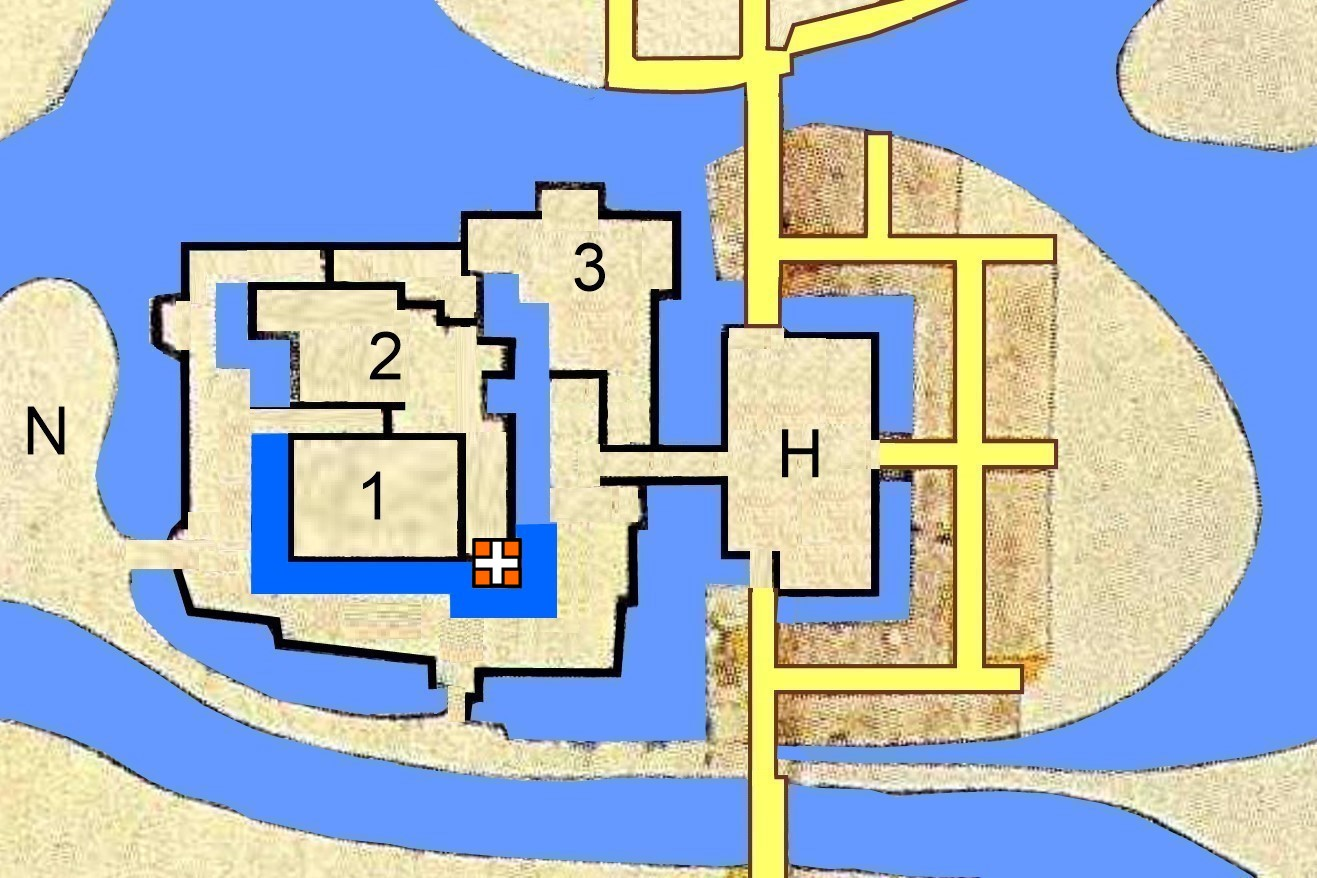
Castillo de Yodo (ver texto)

El castillo estaba construido sobre una isla. Rodeado por los ríos Uji-gawa (宇治川) y Katsuragawa (桂川), se decía que era un "castillo flotante" (浮城, ukijiro).
El castillo constaba de un recinto central (honmaru) (本丸; 1) con torre del homenaje (天守, tenshu) (en el dibujo en color naranja) unido al norte con el segundo recinto (ni-no-maru) (二の丸; 2). Al oeste se encontraba el barrio occidental (西曲輪, Nishi-kuruwa; N), y al este se encontraban el tercer recinto (san-no-maru) (三の丸; 3), y el barrio oriental (東曲輪, Higashi-kuruwa; H).

### Periodo Edo
Tras su derrota en la batalla de Toba-Fushimi (1868), las tropas del shogunato, que se retiraban hacia el sur, buscaron refugio en el castillo de Yodo, pero se encontraron con la negativa del daimio, lo que supuso un terrible golpe a sus expectativas de continuar con la resistencia en Kioto. Después de la restauración Meiji, el castillo fue abandonado y, posteriormente, demolidas sus estructuras y parte de los fosos (en el dibujo de color azul oscuro) rellenados.

## El castillo hoy
En los terrenos que ocupó el castillo se encuentra el santuario de Shikinai Yodo (式内與杼神社, Shikinai Yodo-jinja). Originalmente había sido un templo budista, pero fue convertido en santuario sintoísta en 1868 debido a la política gubernamental de separar el budismo y el sintoísmo (Shinbutsu-Bunri). Existen planes para ampliar el parque ya existente y restaurar algunas de las estructuras preexistente pero, de momento, no se han llevado a cabo.

## Señores durante el periodo Edo
- A partir de 1625 una rama del clan Hisamatsu-Matsudaira, con un estipendio de 35.000 koku,
- A partir de 1633 una rama del clan Nagai con 100.000 koku,
- A partir de 1669 una rama del clan Ishikawa con 60.000 koku,
- A partir de 1711 una rama del clan Toda con 60.000 koku,
- A partir de 1717 una rama del clan Ōgyū-Matsudaira con 60.000 koku,
- A partir de 1625 una rama del clan Inaba con 102.000 koku.